# Jayla Pina
Pour les articles homonymes, voir Pina.
Jayla Pina, née le 23 juillet 2004, est une nageuse américano-cap-verdienne représentant le Cap-Vert dans les compétitions internationales.

## Carrière
Jayla Pina dispute le 100 mètres brasse aux Jeux olympiques d'été de 2020 à Rio de Janeiro ; elle est éliminée dès les séries. Elle se distingue en obtenant le premier podium de l'histoire du Cap-Vert dans une compétition internationale majeure de natation, en remportant la médaille de bronze du 50 mètres brasse aux Championnats d'Afrique de natation 2021 à Accra, puis la médaille de bronze sur 200 mètres quatre nages. Elle dispute également les courses juniors dans cette compétition, remportant le bronze également sur 50 mètres brasse.